# Carl-Arne Samuelson
Carl-Arne "Casa" Bengt Samuelson, född 12 april 1927 i Västervik, död 30 mars 2018 i Täby distrikt i Stockholms län, var en svensk företagsledare.
Samuelsson var son till direktören Carl Samuelson och Elsa, ogift Andersson. Han avlade juristexamen 1952 och hade sin tingstjänstgöring 1953–1955. Han var direktörssekreterare vid Mjölkcentralen i Stockholm 1956–1963, VD för Mjölkcentralen i Göteborg 1964–1968, vice VD för Svenska Lantmännens Riksförbund 1968–1971, vice VD för Arla ek. för. 1971–1984 och VD för Arla 1984–1990.
Samuelson var också ledamot i styrelsen för Livsmedelsbranschens Arbetsgivareförbund (ingår idag i Livsmedelsföretagen) mellan 1975 och 1990.
Han gifte sig 1952 med Marianne Edsbäcker (född 1930), dotter till disponenten David Edsbäcker och Anna Helena, ogift Magnusson. Carl-Arne Samuelson är gravatt i minneslunden på Djursholms begravningsplats.